# Dłutów (gmina)
Dłutów – gmina wiejska w województwie łódzkim, w powiecie pabianickim. W latach 1975–1998 gmina położona była w województwie piotrkowskim.
Siedziba gminy to Dłutów.
Według danych z 9 października 2011 gminę zamieszkiwało 4248 osób. Natomiast według danych z 31 grudnia 2017 roku gminę zamieszkiwało 4567 osób.

## Struktura powierzchni
Według danych z roku 2007 gmina Dłutów ma obszar 101,23 km², w tym:
- użytki rolne: 55%
- użytki leśne: 37%

Gmina stanowi 20,57% powierzchni powiatu pabianickiego. Dzięki licznym lasom znajdującym się na jej terenie została okrzyknięta „zielonymi płucami” powiatu pabianickiego.

## Demografia

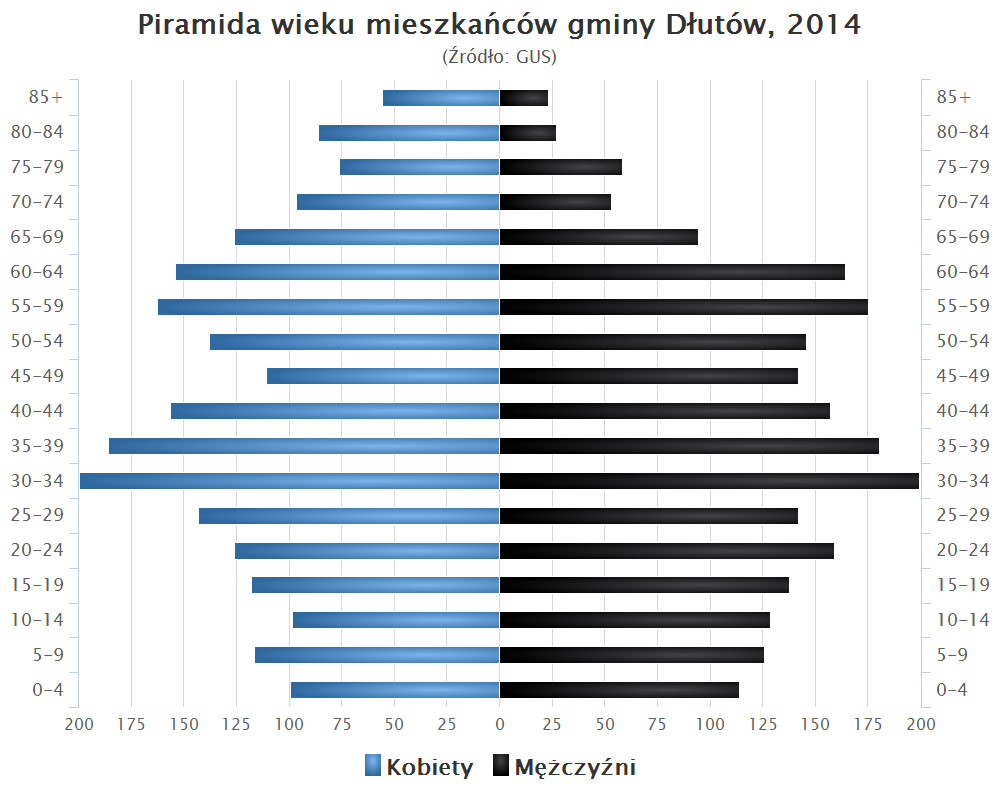
Piramida wieku mieszkańców gminy Dłutów w 2014 roku

Dane z 31 grudnia 2017 roku.
| Opis                              | Ogółem | Ogółem | Kobiety | Kobiety | Mężczyźni | Mężczyźni |
| --------------------------------- | ------ | ------ | ------- | ------- | --------- | --------- |
| Jednostka                         | osób   | %      | osób    | %       | osób      | %         |
| Populacja                         | 4567   | 100    | 2293    | 50,2    | 2274      | 49,8      |
| Gęstość zaludnienia [mieszk./km²] | 45     | 45     | 23      | 23      | 22        | 22        |

## Sołectwa
Budy Dłutowskie, Czyżemin, Dąbrowa, Dłutów, Dłutówek, Drzewociny, Huta Dłutowska, Lesieniec, Leszczyny Duże, Leszczyny Małe, Łaziska, Mierzączka Duża, Orzk, Pawłówek, Piętków, Redociny, Stoczki-Porąbki, Ślądkowice, Świerczyna, Tążewy.

## Pozostałe miejscowości
Borkowice, Dłutów (osada), Jastrzębieniec, Kociołki-Las.

## Sąsiednie gminy
Dobroń, Drużbice, Grabica, Pabianice, Tuszyn, Zelów